# Gesa Hansen
Gesa Hansen est une designer germano-danoise, née en 1981 à Arnsberg, Allemagne.

## Parcours
Diplômée de l'Université du Bauhaus de Weimar (Allemagne) et de l'Université des Arts (NZU) de Nagoya (Japon), elle enrichie sa formation à Paris au sein des ateliers Jean Nouvel et H5 ainsi qu'au Japon au sein du Nippon Design Center.
En 2009, elle fonde son atelier de design: The Hansen Family.
Son travail a été exposé au DesignMai de Berlin, au festival 100 % design de Séoul, au Artlab de Bruxelles, à la Fabrica de Bologne et Trévise, au Salone del Mobile de Milan, à l'ICFF de New York et à l'exposition Meet My Project de Paris et Milan.
Ses créations ont été récompensées par les prix Red dot Design Awards et The Good Design Award.

## Vie privée
Elle est mariée avec le restaurateur français Charles Compagnon avec lequel elle a 2 enfants. Elle avait déjà eu un enfant en 2011.

## Réalisations
- 2011. Remix Dining Table, éditeur : The Hansen Family[2]
- 2011. Remix Drunk, éditeur The Hansen Family[2]
- 2010. Bee Coffee Table, éditeur : H+H (Hans Hansen Furniture)[5]
- 2010. Black Remix, collaboration avec Surface 2 Air, éditeur : The Hansen Family[2]
- 2010. Parisien Trunk, éditeur : Kitsuné + The Hansen Family[2]
- 2010. Remix Sideboard, éditeur : The Hansen Family[2]. Récompense: Red Dot Design Award 2010[3]
- 2009. Remix Trunk, éditeur : The Hansen Family[2]
- 2009. Remix Desk, éditeur : The Hansen Family[2]. Récompenses: Red dot design Award 2010[3]et The Good Design Award 2010[4].
- 2009. Remix Coffee Table, éditeur : The Hansen Family[2]
- 2009. Origami Barstool, éditeur: H+H (Hans Hansen Furniture)[5]
- 2008. Horizon Wardrobe, éditeur: H+H (Hans Hansen Furniture)[5]